# Der Reigen (1950)
Der Reigen (La Ronde) ist ein französischer Liebesfilm von Max Ophüls aus dem Jahr 1950, der auf dem Theaterstück Reigen von Arthur Schnitzler basiert.

## Inhalt
Der Reigen ist ein in zehn Abschnitte gegliederter Bilderbogen über Doppelmoral und Heuchelei, Triebhaftigkeit und Vergänglichkeit der Liebe und der Sexualität und schildert zehn erotische Begegnungen, wobei die gesellschaftliche Leiter erstiegen wird, von Dirne, Soldat und Stubenmädchen über jungen Herrn, Ehefrau, Ehemann und süßes Mädel bis zum Dichter, der Schauspielerin und dem Grafen, der am Schluss wieder mit der Dirne zusammentrifft und so den „Reigen“ schließt. 
Eine Dirne überredet einen Soldaten, sich mit ihr einzulassen. Dieser nimmt später eine Beziehung zu einem Stubenmädchen auf, das zwei Monate danach dem Sohn seiner Herrschaft den Kopf verdreht. Der junge Herr wiederum hat eine Liaison mit einer vornehmen verheirateten Frau. Deren Ehe mit ihrem Mann verläuft reichlich lustlos, berechnet der Ehemann doch sogar noch im Bett sein Nettoeinkommen. Ihr Ehemann betrügt sie seinerseits mit einer jungen Frau, dem süßen Mädel. Dieses schwärmt für einen Dichter, der in Leidenschaft zu einer Schauspielerin entbrennt. Diese begehrt einen Grafen und Offizier, der sie auf der Bühne sah. Der Graf schließlich hat ein nächtliches Abenteuer mit der Dirne aus der Anfangssequenz. Als er die Dirne verlässt, begegnet er auf der Straße dem Soldaten und fordert ihn auf, ihm mit einem Gruß den gebotenen Respekt gegenüber einem Ranghöheren zu erweisen.
Der Film ergänzt Schnitzlers literarische Vorlage durch die Figur des Conférenciers (Meneur de jeu), der auf einem Karussell (Ringelspiel) erscheint, den Zuschauer durch Wien um das Jahr 1900 geleitet, die Szenen verbindet und auch unmittelbar in die Handlung eingreift. Hinzu kommen Parallelmontagen, die zweimal die Zukunft eines Paares, die keine ist, zeigen: Der Ehemann wartet vergeblich auf das süße Mädel im Chambre Séparée, während das süße Mädel bereits mit dem Dichter zusammen ist, und das süße Mädel wartet ebenso vergeblich auf den Dichter am Bühnenausgang des Theaters, während sich dieser in der Garderobe der Schauspielerin widmet.

## Entstehung
30 Jahre nach der Uraufführung des Skandalstückes Reigen von Arthur Schnitzler, verfilmte Max Ophüls das auf der Bühne verbotene Stück mit fast allen populären Stars des französischen Kinos der 1950er Jahre.
„Als wir den Film ‚Der Reigen‘ machten, ging es uns nicht darum, einen Wiener Film zu machen. Es ging uns darum, die Gedanken von Schnitzler in Film zu übertragen.“ (Max Ophüls)
Oscar Straus komponierte für den Film den Reigen-Walzer Dreht Euch im Reigen nach alter Weise, wobei er den Sylphentanz aus La damnation de Faust von Hector Berlioz paraphrasierte.

## Kritik
„Der ‚Reigen‘ der sich treffenden und sich wieder verlassenden Partner in der Wiener Bourgeoisie um die Jahrhundertwende ist atmosphärisch dicht und überzeugend mit lächelnder Leichtigkeit und kokettem Charme inszeniert. Die Musik von Oscar Straus unterstreicht den musikalischen Charakter der Dramaturgie.“

„kokett-frivoles Meisterwerk“

## Auszeichnungen
Der Film war 1952 für zwei Oscars nominiert (bestes adaptiertes Drehbuch und beste Ausstattung) und gewann 1952 den British Academy Film Award für den besten ausländischen Film.